# Альмежское сельское поселение
Альмежское сельское поселение — упразднённое муниципальное образование в составе Опаринского района Кировской области России.
Центр — посёлок Альмеж.

## История
Альмежское сельское поселение образовано 1 января 2006 года согласно Закону Кировской области от 07.12.2004 № 284-ЗО, в его состав вошли Альмежский и Латышский сельские округа.
К 2021 году упразднено в связи с преобразованием муниципального района в муниципальный округ.

## Население
| 2010 | 2012 | 2013 | 2014 | 2015 | 2016 | 2017 |
| ---- | ---- | ---- | ---- | ---- | ---- | ---- |
| 614  | ↘581 | ↘537 | ↘530 | ↘510 | ↘499 | ↘473 |
| 2018 | 2019 | 2020 | 2021 |      |      |      |
| ↘465 | ↘449 | ↘429 | ↘277 |      |      |      |

## Состав
В состав поселения входят 2 населённых пункта (население, 2010):
- посёлок Альмеж — 438 чел.;
- посёлок Латышский — 176 чел.